# Zhang Jiankang
Zhang Jiankang (chinesisch 张健康, Pinyin Zhāng Jiànkāng; * 25. August 1998 in Sichuan) ist ein chinesischer Snookerspieler. Von 2018 bis 2023 war er mit einem Jahr Unterbrechung Profi auf der Main Tour.

## Karriere
Zhang Jiankang entdeckte mit 9 Jahren erstmals Snooker und begann ein Jahr später intensiv zu spielen. Mit 15 ging er an die World Snooker Academy des chinesischen Verbands CBSA. Mit 16 Jahren war er bester Nicht-Profi auf der Chinatour und bekam anschließend eine Wildcard für die International Championship 2016. Er besiegte Ross Muir mit 6:3 und zog ins Hauptturnier ein, wo er Stuart Bingham mit 1:6 unterlag. Beim Shanghai Masters im Jahr darauf verlor er aber sein Wildcard-Match. Bei der U21-Asienmeisterschaft kam er 2017 bis ins Viertelfinale. Bei der U21-Weltmeisterschaft verlor er im Halbfinale gegen den späteren Titelgewinner Fan Zhengyi mit 2:6. Damit vergab er zwei Chancen, sich für die Snooker Main Tour zu qualifizieren. Und auch die Hoffnung, die Qualifikation über die Q School zu schaffen, erfüllte sich in diesem Jahr nicht. Er verlor in beiden Turnieren sein Auftaktspiel, wobei er aber auch Pech mit der Auslosung hatte und gleich gegen die Ex-Profis Steven Hallworth und Fraser Patrick antreten musste.
Dafür war er erneut auf der CBSA China Tour sehr erfolgreich. 2018 gehörte er wieder zu den besten Amateuren in der Tourwertung und gewann so einen der beiden Plätze auf der Main Tour. Damit erhielt er die Startberechtigung für die Profiturniere der Spielzeiten 2018/19 und 2019/20. Doch in seiner ersten Saison gewann Zhang nur etwas mehr als ein Viertel seiner Spiele. Häufig verlor er sein Auftaktspiel in der Qualifikation, einige Male reichte es für eine Teilnahme an der Runde der letzten 64, also der ersten Hauptrunde, in der er dann zumeist ausschied. Sein bestes Ergebnis erzielte er mit einer Teilnahme an der Runde der letzten 32 bei den Scottish Open. Am Saisonende wurde er deshalb lediglich auf Rang 113 der Weltrangliste geführt. In der zweiten Saison gelang ihm mit dem Einzug ins Achtelfinale der Scottish Open der bis dahin größte Erfolg. Allerdings verlor er bis auf diese Ausnahme alle Spiele, weshalb er sich nur auf Rang 99 verbessern konnte und damit nach zwei Jahren seinen Profistatus wieder verlor.
Im Rahmen der CBSA Qualifiers 2021 konnte sich Zhang nach einem Jahr ein zweites Mal für die World Snooker Tour qualifizieren, beginnend mit der Saison 2021/22. Im zweiten Turnier, den British Open, gelang ihm mit einer Achtelfinalteilnahme die Wiederholung seines größten Erfolgs, doch in der weiteren Saison verlor er fast alle Auftaktspiele. Zwei Mal kam er noch in die zweite Turnierrunde, in der WM-Qualifikation sogar in die dritte Runde. Die Saison 2022/23 begann er in der Snookerweltrangliste auf Platz 74. Doch erneut gab es nur Niederlagen, die teilweise sehr deutlich ausfielen. Einzige Ausnahme waren die British Open, wo er seinen einzigen Sieg erreichte. Knapp war die 4:5-Niederlage gegen Tom Ford beim German Masters, danach wurde aber eine Untersuchung des Weltverbands gegen ihn wegen des Verdachts auf Spielmanipulationen eingeleitet. Verbunden damit war eine vorläufige Sperre über das Saisonende hinaus. Damit konnte er weder seine Platzierung verbessern, noch konnte er an der Q School teilnehmen und er verlor erneut seine Tourzugehörigkeit.
Im Juni 2023 wurde Zhang aufgrund der Teilnahme an illegalen Ergebnisabsprachen („Match-Fixing“) von der World Professional Billiards & Snooker Association bis zum 1. Dezember 2025 suspendiert. Er hatte sich schuldig bekannt und dadurch eine geringere Strafe erhalten als zunächst vorgesehen.